# ويليام جيروم
ويليام جيروم (بالإنجليزية: William Jerome)‏ هو كاتب أغاني أمريكي، ولد في 30 سبتمبر 1865، وتوفي في 25 يونيو 1932.

## وصلات خارجية
- ويليام جيروم على موقع IMDb (الإنجليزية)
- ويليام جيروم على موقع ميوزك برينز (الإنجليزية)
- ويليام جيروم على موقع قاعدة بيانات برودواي على الإنترنت (الإنجليزية)
- ويليام جيروم على موقع ديسكوغز (الإنجليزية)
- ويليام جيروم على موقع قاعدة بيانات الفيلم (الإنجليزية)